# مختبر البطاطس
مختبر البطاطس (بالكورية: 감자연구소)‏ هو مسلسل تلفزيوني كوري جنوبي، من بطولة لي سون بن وكانغ تاي أوه. عرض على قناة تي في إن في 1 مارس الى 6 أبريل 2025، تم بثه يومي السبت والأحد في تمام الساعة 21:20 (KST). وهو متاح على نتفليكس دولياً.

## القصة
تقع الأحداث في قرية جبلية حيث مركز أبحاث البطاطس، وتدور حول تطور العلاقة بين باحثة مُجتهده وعفوية مُهتمة بالبطاطس تدعى كيم مي كيونغ، ومدير يمتلك مظهر حسن وشخصية تميل إلى الهدوء وقلة التعبير عن المشاعر يدعى سو بايك هو.

## الممثلون

### ادوار رئيسية
- لي سون بن، في دور كيم مي كيونغ.[1]

باحثة مجنونة بالبطاطس.
- كانغ تاي أوه، في دور سو بايك هو.[1]

مدير الابتكار التنظيمي في شركة وونهان للتجزئة، يمتلك شخصية هادئة.

### ادوار ثانوية
- لي هاك جو، في دور بارك كي سي.[1]

حبيب مي كيونغ السابق، وهو يشغل منصب المدير التنفيذي لقسم التخطيط الاستراتيجي في شركة وون هان للتجزئة.
- كيم غا يون، في دور لي أونغ جو.[3]

صديقة مي كيونغ المفضلة، وهي كاتبة روايات على شبكة الإنترنت.
- شين هيون سونغ، في دور كيم هوان كيونغ.[1]

الأخ الأصغر لمي كيونغ.
- كواك جا هيونغ، في دور جو جيونغ هاي.[1]

مدير الهيبستر المعلن عن نفسه.
- وو جونغ وون، في دور جو سونغ هي.[1]

نائبة المدير. قدمت أكبر مساهمة في عمل فريق معهد أبحاث البطاطس.
- كيم جي آه، في دور جانغ سول جي.[1]
- يون جونغ سوب، في دور لي تشونغ هيون.[1]
- نام هيون وو في دور كوان هي دونغ.[1]

الموظف الجديد المتحمس في معهد أبحاث البطاطس.

## المشاهدات
| الموسم | الموسم | رقم الحلقة | رقم الحلقة | رقم الحلقة | رقم الحلقة | رقم الحلقة | رقم الحلقة | رقم الحلقة | رقم الحلقة | رقم الحلقة | رقم الحلقة | رقم الحلقة | رقم الحلقة | المتوسط |
| الموسم | الموسم | 1          | 2          | 3          | 4          | 5          | 6          | 7          | 8          | 9          | 10         | 11         | 12         | المتوسط |
| ------ | ------ | ---------- | ---------- | ---------- | ---------- | ---------- | ---------- | ---------- | ---------- | ---------- | ---------- | ---------- | ---------- | ------- |
|        | 1      | 473        | 414        | 369        | 506        | 280        | 409        | 294        | 441        | 282        | 449        | 328        | 420        | 389     |

وفقا لنيلسن كوريا، فقد سجلت الحلقة الخامسة من المسلسل نسبة تقييم 1.1% ، وهي أدنى نسبة مشاهدة لقناة تي في إن كدراما تعرض فترة السبت والأحد.
| الحلقة | تاريخ البث   | تقييمات (نيلسن كوريا) | تقييمات (نيلسن كوريا) |
| الحلقة | تاريخ البث   | على الصعيد الوطني     | سيئول                 |
| ------ | ------------ | --------------------- | --------------------- |
| 1      | 1 مارس 2025  | 1.705%                | 1.744%                |
| 2      | 2 مارس 2025  | 1.811%                | 1.906%                |
| 3      | 8 مارس 2025  | 1.4%                  | 1.551%                |
| 4      | 9 مارس 2025  | 2.003%                | 1.883%                |
| 5      | 15 مارس 2025 | 1.1%                  | 1.133%                |
| 6      | 16 مارس 2025 | 1.632%                | 1.639%                |
| 7      | 22 مارس 2025 | 1.298%                | 1.376%                |
| 8      | 23 مارس 2025 | 2.000%                | 1.570%                |
| 9      | 29 مارس 2025 | 1.1%                  | 1.447%                |
| 10     | 30 مارس 2025 | 1.920%                | 1.712%                |
| 11     | 5 أبريل 2025 | 1.2%                  | 1.272%                |
| 12     | 6 أبريل 2025 | 1.791%                | 1.714%                |
| متوسط  | متوسط        | 1.58%                 | —                     |

## الإنتاج
تم اعداد المسلسل تحت عنوان «مختبر البطاطس»، وهو عبارة عن مسلسل كوميدي رومانسي، يجمع العمل بين المخرج كانغ إيل-سو والكاتب كيم هو-سو مرة أخرى بعد مسلسل المؤرخة الصاعدة جو هاي ريونج لعام 2019، ومن تخطيط استوديوهات سي جاي إي ان إم وإنتاجه من قبل شركة الانتاج تشوروكبايم ميديا.
كان كانغ تاي أوه، يكمل خدمته العسكرية، عندما اختير في طاقم التمثيل مع لي سون بن في يوم 19 مارس 2024. وفي 14 مايو 2024، أكدت قناة تي في إن رسميًا اختيار كانغ ولي للبطولة.

## روابط خارجية
- مختبر البطاطس على موقع IMDb (الإنجليزية)
- مختبر البطاطس على موقع نتفليكس (الإنجليزية)
- مختبر البطاطس على موقع فيلمافينيتي (الإسبانية)
- مختبر البطاطس على موقع قاعدة بيانات الفيلم (الإنجليزية)
- مختبر البطاطس على هانسينما